# خفاش كوهل
خفاش كوهل (Kuhl's pipistrelle) هو نوع من خفافيش الليل التي تعيش على مساحات واسعة في شمال أفريقيا وجنوب أوروبا وغرب آسيا. ويمكن العثور عليه في الغابات المعتدلة، شبه الاستوائية أو المدارية الجافة في أراضي الأشجار القمئية.